# 山都望山
山都望山是婆羅洲砂拉越古晋省的一座山峰，位于古晋北部35公里处。在马来语或伊班语“Santubong” 代表“棺材”，而华语“山都望”意思则是“从远处就可看见的山”。客家人意思是“山猪王”。

## 旅游景点
从古晋开车到山都望山只需大约35分钟，最佳旅游季节是在5-9月，此时降水较少。山都望（Santubong）的旅游景点包括围绕三都望山的热带雨林、红树林和沿海地带等。不同的景点也是各种野生动物栖息的地方，有罕见的黑白犀鸟，使山都望成为砂拉越观望野生动物的最佳景点之一。在山都望区可以看到罕见的短吻海豚（Irrawaddy dolphin），它们栖息在河流、河口以及沿海浅水区。山都望的海域偶尔可看见无鳍豚和印度太平洋驼背海豚（Indo-Pacific humpback dolphin）。在山都望半岛也有沿海村落。从达迈区最容易进入的村庄是山都望村落，它是一个保存完好的马来村落。